# EHF European Cup der Männer 2023/24
Am EHF European Cup 2023/24 nehmen 76 Handball-Vereinsmannschaften teil, die sich in der vorangegangenen Saison in ihren Heimatländern für den Wettbewerb qualifiziert hatten. Es ist die vierte Austragung des Wettbewerbs.

## Runde 1
In Runde 1 treten im September 2023 insgesamt 24 Teams im K.-o.-System mit Hin- und Rückspielen gegeneinander an. Die zwölf Sieger sind für die Runde 2 qualifiziert.

### Qualifizierte Teams
| - Fivers - Bregenz Handball - RK Sloboda - HC Robe Zubří - SKKP Handball Brno - HC Tallinn - Mistra - Hondbóltsfelagið Neistin - Team Klaksvík - Helsingfors IFK - Diomidis Argous - FH Hafnarfjörður | - Valur Reykjavík - Holon HC - Handball Meran - SSV Brixen - Granitas Kaunas - HC Amber - HC Berchem - HB Käerjeng - RK Dinamo Pančevo - Spor Toto SK - Beşiktaş Istanbul - HK Donbas |

### Ausgeloste Spiele und Ergebnisse
| Mannschaft 1                         | Mannschaft 2                          | Hinspiel             | Rückspiel            | Gesamt  |
| ------------------------------------ | ------------------------------------- | -------------------- | -------------------- | ------- |
| Team Klaksvík Slyne 7                | RK Sloboda Gabrieri 12                | 15.09.2023 19:30 Uhr | 17.09.2023 15:00 Uhr | 37 : 53 |
| Team Klaksvík Slyne 7                | RK Sloboda Gabrieri 12                | 19 : 30 (7 : 15)     | 18 : 23 (11 : 17)    | 37 : 53 |
| Team Klaksvík Slyne 7                | RK Sloboda Gabrieri 12                | 850 Zuschauer        | 500 Zuschauer        | 37 : 53 |
| Valur Reykjavík Þordarsson 10        | Granitas Kaunas Jovaišas 14           | 16.09.2023 17:00 Uhr | 17.09.2023 14:00 Uhr | 60 : 52 |
| Valur Reykjavík Þordarsson 10        | Granitas Kaunas Jovaišas 14           | 27 : 24 (14 : 9)     | 33 : 28 (17 : 12)    | 60 : 52 |
| Valur Reykjavík Þordarsson 10        | Granitas Kaunas Jovaišas 14           | 250 Zuschauer        | 250 Zuschauer        | 60 : 52 |
| HC Amber Tsitko 9                    | SSV Brixen Cañete 24                  | 14.09.2023 20:00 Uhr | 16.09.2023 19:00 Uhr | 52 : 62 |
| HC Amber Tsitko 9                    | SSV Brixen Cañete 24                  | 23 : 34 (12 : 16)    | 28 : 29 (13 : 18)    | 52 : 62 |
| HC Amber Tsitko 9                    | SSV Brixen Cañete 24                  | 150 Zuschauer        | 150 Zuschauer        | 52 : 62 |
| HC Berchem Weyer 14                  | Fivers Damböck, Nigg 12               | 09.09.2023 18:00 Uhr | 16.09.2023 19:30 Uhr | 55 : 66 |
| HC Berchem Weyer 14                  | Fivers Damböck, Nigg 12               | 33 : 33 (18 : 15)    | 23 : 33 (10 : 17)    | 55 : 66 |
| HC Berchem Weyer 14                  | Fivers Damböck, Nigg 12               | 200 Zuschauer        | 900 Zuschauer        | 55 : 66 |
| Mistra Orlovski 9                    | Bregenz Handball Wagner 11            | 16.09.2023 18:30 Uhr | 17.09.2023 16:00 Uhr | 49 : 63 |
| Mistra Orlovski 9                    | Bregenz Handball Wagner 11            | 25 : 30 (16 : 17)    | 24 : 33 (11 : 17)    | 49 : 63 |
| Mistra Orlovski 9                    | Bregenz Handball Wagner 11            | 800 Zuschauer        | 800 Zuschauer        | 49 : 63 |
| Helsingfors IFK Reenpää 10           | Spor Toto SK Sarak 15                 | 09.09.2023 15:00 Uhr | 10.09.2023 14:00 Uhr | 57 : 65 |
| Helsingfors IFK Reenpää 10           | Spor Toto SK Sarak 15                 | 28 : 29 (9 : 16)     | 29 : 36 (13 : 11)    | 57 : 65 |
| Helsingfors IFK Reenpää 10           | Spor Toto SK Sarak 15                 | 178 Zuschauer        | 203 Zuschauer        | 57 : 65 |
| HC Robe Zubří Mickal, Kaminski 12    | SKKP Handball Brno Vukicevic 12       | 06.09.2023 18:00 Uhr | 16.09.2023 18:00 Uhr | 56 : 54 |
| HC Robe Zubří Mickal, Kaminski 12    | SKKP Handball Brno Vukicevic 12       | 28 : 22 (15 : 11)    | 28 : 32 (11 : 14)    | 56 : 54 |
| HC Robe Zubří Mickal, Kaminski 12    | SKKP Handball Brno Vukicevic 12       | 750 Zuschauer        | 756 Zuschauer        | 56 : 54 |
| HC Tallinn Shcherban 14              | HB Käerjeng Lallemang 11              | 10.09.2023 17:00 Uhr | 16.09.2023 17:30 Uhr | 50 : 60 |
| HC Tallinn Shcherban 14              | HB Käerjeng Lallemang 11              | 26 : 26 (16 : 10)    | 24 : 34 (13 : 19)    | 50 : 60 |
| HC Tallinn Shcherban 14              | HB Käerjeng Lallemang 11              | 200 Zuschauer        | 600 Zuschauer        | 50 : 60 |
| Beşiktaş Istanbul Hacioglu, Bilim 11 | HK Donbass Vitalii Psol 12            | 09.09.2023 16:00 Uhr | 10.09.2023 16:00 Uhr | 84 : 49 |
| Beşiktaş Istanbul Hacioglu, Bilim 11 | HK Donbass Vitalii Psol 12            | 41 : 30 (22 : 9)     | 43 : 19 (22 : 8)     | 84 : 49 |
| Beşiktaş Istanbul Hacioglu, Bilim 11 | HK Donbass Vitalii Psol 12            | 350 Zuschauer        | 120 Zuschauer        | 84 : 49 |
| Diomidis Argous Salem 13             | FH Hafnarfjörður Birgisson 11         | 16.09.2023 17:30 Uhr | 17.09.2023 17:30 Uhr | 50 : 58 |
| Diomidis Argous Salem 13             | FH Hafnarfjörður Birgisson 11         | 32 : 32 (17 : 15)    | 18 : 26 (8 : 12)     | 50 : 58 |
| Diomidis Argous Salem 13             | FH Hafnarfjörður Birgisson 11         | 270 Zuschauer        | 260 Zuschauer        | 50 : 58 |
| Holon HC Levi 18                     | Hondbóltsfelagið Neistin Høj 10       | 16.09.2023 17:00 Uhr | 17.09.2023 17:00 Uhr | 64 : 49 |
| Holon HC Levi 18                     | Hondbóltsfelagið Neistin Høj 10       | 34 : 23 (17 : 11)    | 30 : 26 (16 : 16)    | 64 : 49 |
| Holon HC Levi 18                     | Hondbóltsfelagið Neistin Høj 10       | 305 Zuschauer        | 257 Zuschauer        | 64 : 49 |
| Handball Meran Nunez 13              | RK Dinamo Pančevo Cabrilo, Perović 11 | 09.09.2023 19:00 Uhr | 16.09.2023 18:00 Uhr | 58 : 60 |
| Handball Meran Nunez 13              | RK Dinamo Pančevo Cabrilo, Perović 11 | 27 : 30 (13 : 15)    | 31 : 30 (14 : 14)    | 58 : 60 |
| Handball Meran Nunez 13              | RK Dinamo Pančevo Cabrilo, Perović 11 | 350 Zuschauer        | 250 Zuschauer        | 58 : 60 |

## Runde 2
In Runde 2 starten im Oktober 2023 zusätzlich zu den zwölf in Runde 1 ermittelten Teams weitere 52 direkt für die 2. Runde qualifizierte Mannschaften. Diese 64 Teams spielen im K.-o.-System mit Hin- und Rückspielen gegeneinander an. Die 32 Sieger sind für die Runde 3 qualifiziert.

### Qualifizierte Teams
- In zweiter Runde eingestiegen

| - UHK Krems - HC Linz AG - Kur - Azeryol HC - HC Vise BM - Achilles Bocholt - RK Vogošća - RK Leotar - MRK Sesvete - MRK Trogir - Sabbianco Anorthosis Famagusta - Parnassos Strovolou - HCB Karviná - HK FCC Město Lovosice - Viljandi HC - Põlva Serviti - VIF - H71 - Rihiimäen Cocks - BK-46 - Olympiacos SFP - A.C. PAOK - FTC-Green Collect - ÍBV Vestmannaeyja - UMF Afturelding - Maccabi Rischon LeZion | - Hapoel Ashdod HC - Junior Fasano - Raimond Sassari - KH Besa Famgas - K.H. Trepça-M - ZRHK TENAX Dobele - VHC Šviesa Vilnius - HC Dragūnas Klaipėda - HB Red Boys Differdange - Handball Esch - GRK Tikves - HV KRAS/Volendam - Nærbø IL - Runar Sandefjord Elite - CSA Steaua Bukarest - CS Minaur Baia Mare - MRK Krka - Metaloplastika Šabac - RK Partizan - BSV Bern - HT Tatran Prešov - Beykoz BSK - Sakarya Büyüksehir BSK - HK Motor Saporischschja - Odesa |

- Aus 1. Runde aufgestiegen

| - Bregenz Handball - Fivers - RK Sloboda - SKKP Handball Brno - FH Hafnarfjörður - Valur Reykjavík | - Holon HC - SSV Brixen - HB Käerjeng - RK Dinamo Pančevo - Beşiktaş Istanbul - Spor Toto SK |

### Ausgeloste Spiele und Ergebnisse
| Mannschaft 1                         | Mannschaft 2                              | Hinspiel             | Rückspiel                 | Gesamt   |
| ------------------------------------ | ----------------------------------------- | -------------------- | ------------------------- | -------- |
| Junior Fasano Angiolini 14           | SKKP Handball Brno Kocich 14              | 14.10.2023 19:00 Uhr | 22.10.2023 18:00 Uhr      | 49 : 56  |
| Junior Fasano Angiolini 14           | SKKP Handball Brno Kocich 14              | 29 : 28 (14 : 14)    | 20 : 28 (9 : 12)          | 49 : 56  |
| Junior Fasano Angiolini 14           | SKKP Handball Brno Kocich 14              | 1276 Zuschauer       | 910 Zuschauer             | 49 : 56  |
| CSA Steaua Bukarest -                | Hapoel Ashdod HC -                        | 21.10.2023 17:30 Uhr | 22.10.2023 17:30 Uhr      | 20 : 0 1 |
| CSA Steaua Bukarest -                | Hapoel Ashdod HC -                        | 10 : 0 (0 : 0)       | 10 : 0 (0 : 0)            | 20 : 0 1 |
| CSA Steaua Bukarest -                | Hapoel Ashdod HC -                        | - Zuschauer          | - Zuschauer               | 20 : 0 1 |
| K.H. Trepça-M Terziqi 21             | RK Vogošća Barakovic 10                   | 20.10.2023 19:00 Uhr | 22.10.2023 17:00 Uhr      | 57 : 58  |
| K.H. Trepça-M Terziqi 21             | RK Vogošća Barakovic 10                   | 27 : 27 (13 : 14)    | 30 : 31 (14 : 18)         | 57 : 58  |
| K.H. Trepça-M Terziqi 21             | RK Vogošća Barakovic 10                   | 350 Zuschauer        | 450 Zuschauer             | 57 : 58  |
| Runar Sandefjord Elite Wulvik 18     | Sakarya Büyüksehir BSK Döne 15            | 15.10.2023 18:00 Uhr | 22.10.2023 17:00 Uhr      | 80 : 61  |
| Runar Sandefjord Elite Wulvik 18     | Sakarya Büyüksehir BSK Döne 15            | 42 : 29 (20 : 15)    | 38 : 32 (17 : 17)         | 80 : 61  |
| Runar Sandefjord Elite Wulvik 18     | Sakarya Büyüksehir BSK Döne 15            | 480 Zuschauer        | 550 Zuschauer             | 80 : 61  |
| BK-46 -                              | Holon HC -                                | 21.10.2023 16:00 Uhr | 22.10.2023 16:00 Uhr      | 20 : 0 1 |
| BK-46 -                              | Holon HC -                                | 10 : 0 (0 : 0)       | 10 : 0 (0 : 0)            | 20 : 0 1 |
| BK-46 -                              | Holon HC -                                | - Zuschauer          | - Zuschauer               | 20 : 0 1 |
| Rihiimäen Cocks Järlstam 11          | BSV Bern Eggimann 12                      | 14.10.2023 15:00 Uhr | 22.10.2023 16:00 Uhr      | 51 : 69  |
| Rihiimäen Cocks Järlstam 11          | BSV Bern Eggimann 12                      | 25 : 29 (11 : 14)    | 26 : 40 (12 : 18)         | 51 : 69  |
| Rihiimäen Cocks Järlstam 11          | BSV Bern Eggimann 12                      | 430 Zuschauer        | 800 Zuschauer             | 51 : 69  |
| FTC-Green Collect Bujdosó 16         | Parnassos Strovolou Haiduc 11             | 21.10.2023 14:00 Uhr | 22.10.2023 14:00 Uhr      | 84 : 47  |
| FTC-Green Collect Bujdosó 16         | Parnassos Strovolou Haiduc 11             | 44 : 25 (23 : 13)    | 40 : 22 (21 : 9)          | 84 : 47  |
| FTC-Green Collect Bujdosó 16         | Parnassos Strovolou Haiduc 11             | 400 Zuschauer        | 300 Zuschauer             | 84 : 47  |
| Maccabi Rischon LeZion -             | RK Sloboda -                              | 20.10.2023 19:30 Uhr | 22.10.2023 14:00 Uhr      | 0 : 20 1 |
| Maccabi Rischon LeZion -             | RK Sloboda -                              | 0 : 10 (0 : 0)       | 0 : 10 (0 : 0)            | 0 : 20 1 |
| Maccabi Rischon LeZion -             | RK Sloboda -                              | - Zuschauer          | - Zuschauer               | 0 : 20 1 |
| Nærbø IL Haugseng 10                 | UMF Afturelding Gunnarsson 16             | 15.10.2023 16:30 Uhr | 21.10.2023 20:30 Uhr      | 50 : 51  |
| Nærbø IL Haugseng 10                 | UMF Afturelding Gunnarsson 16             | 27 : 22 (11 : 10)    | 23 : 29 (12 : 11)         | 50 : 51  |
| Nærbø IL Haugseng 10                 | UMF Afturelding Gunnarsson 16             | 1144 Zuschauer       | 853 Zuschauer             | 50 : 51  |
| Beykoz BSK Babacan 22                | HC Vise BM Hadzic 12                      | 15.10.2023 16:00 Uhr | 21.10.2023 19:00 Uhr      | 58 : 62  |
| Beykoz BSK Babacan 22                | HC Vise BM Hadzic 12                      | 31 : 29 (17 : 14)    | 27 : 33 (11 : 16)         | 58 : 62  |
| Beykoz BSK Babacan 22                | HC Vise BM Hadzic 12                      | 255 Zuschauer        | 400 Zuschauer             | 58 : 62  |
| RK Dinamo Pančevo Ilic 12            | HV KRAS/Volendam Schneider 17             | 14.10.2023 18:00 Uhr | 21.10.2023 19:00 Uhr      | 71 : 69  |
| RK Dinamo Pančevo Ilic 12            | HV KRAS/Volendam Schneider 17             | 30 : 33 (15 : 17)    | 41 : 36 (17 : 13)         | 71 : 69  |
| RK Dinamo Pančevo Ilic 12            | HV KRAS/Volendam Schneider 17             | 250 Zuschauer        | 620 Zuschauer             | 71 : 69  |
| GRK Tikves Simic 12                  | UHK Krems Rozman 13                       | 15.10.2023 19:00 Uhr | 21.10.2023 19:00 Uhr      | 58 : 62  |
| GRK Tikves Simic 12                  | UHK Krems Rozman 13                       | 33 : 29 (19 : 16)    | 25 : 33 (13 : 17)         | 58 : 62  |
| GRK Tikves Simic 12                  | UHK Krems Rozman 13                       | 1900 Zuschauer       | 700 Zuschauer             | 58 : 62  |
| HCB Karviná Solak 13                 | Fivers Damböck 18                         | 14.10.2023 18:00 Uhr | 21.10.2023 19:00 Uhr      | 64 : 62  |
| HCB Karviná Solak 13                 | Fivers Damböck 18                         | 32 : 26 (16 : 13)    | 32 : 36 (15, 28 : 16, 34) | 64 : 62  |
| HCB Karviná Solak 13                 | Fivers Damböck 18                         | 800 Zuschauer        | - Zuschauer               | 64 : 62  |
| Azeryol HC Nazaraliyev 14            | SSV Brixen Arcieri 18                     | 20.10.2023 19:00 Uhr | 21.10.2023 19:00 Uhr      | 41 : 80  |
| Azeryol HC Nazaraliyev 14            | SSV Brixen Arcieri 18                     | 22 : 43 (8 : 21)     | 19 : 37 (12 : 17)         | 41 : 80  |
| Azeryol HC Nazaraliyev 14            | SSV Brixen Arcieri 18                     | 80 Zuschauer         | 120 Zuschauer             | 41 : 80  |
| Viljandi HC Koks 11                  | MRK Krka Vukic, Nikolic 9                 | 14.10.2023 16:00 Uhr | 21.10.2023 18:00 Uhr      | 48 : 65  |
| Viljandi HC Koks 11                  | MRK Krka Vukic, Nikolic 9                 | 23 : 32 (15 : 14)    | 25 : 33 (11 : 13)         | 48 : 65  |
| Viljandi HC Koks 11                  | MRK Krka Vukic, Nikolic 9                 | 450 Zuschauer        | 250 Zuschauer             | 48 : 65  |
| HK FCC Město Lovosice Choteborský 13 | HT Tatran Prešov Urban 13                 | 14.10.2023 17:00 Uhr | 21.10.2023 18:00 Uhr      | 54 : 68  |
| HK FCC Město Lovosice Choteborský 13 | HT Tatran Prešov Urban 13                 | 28 : 32 (15 : 18)    | 26 : 36 (13 : 21)         | 54 : 68  |
| HK FCC Město Lovosice Choteborský 13 | HT Tatran Prešov Urban 13                 | 627 Zuschauer        | 1080 Zuschauer            | 54 : 68  |
| HB Käerjeng Meis 12                  | HK Motor Saporischschja Blyzniuk 13       | 14.10.2023 18:00 Uhr | 21.10.2023 18:00 Uhr      | 57 : 64  |
| HB Käerjeng Meis 12                  | HK Motor Saporischschja Blyzniuk 13       | 27 : 31 (15 : 17)    | 30 : 33 (15 : 16)         | 57 : 64  |
| HB Käerjeng Meis 12                  | HK Motor Saporischschja Blyzniuk 13       | 128 Zuschauer        | 250 Zuschauer             | 57 : 64  |
| FH Hafnarfjörður Andrason 13         | RK Partizan Kojadinovic 21                | 14.10.2023 20:30 Uhr | 21.10.2023 18:00 Uhr      | 64 : 57  |
| FH Hafnarfjörður Andrason 13         | RK Partizan Kojadinovic 21                | 34 : 34 (15 : 15)    | 30 : 23 (12 : 10)         | 64 : 57  |
| FH Hafnarfjörður Andrason 13         | RK Partizan Kojadinovic 21                | 1050 Zuschauer       | 400 Zuschauer             | 64 : 57  |
| HC Linz AG Grgić 18                  | A.C. PAOK Papazoglou 9                    | 14.10.2023 19:00 Uhr | 21.10.2023 17:00 Uhr      | 52 : 51  |
| HC Linz AG Grgić 18                  | A.C. PAOK Papazoglou 9                    | 27 : 26 (16 : 12)    | 25 : 25 (12 : 14)         | 52 : 51  |
| HC Linz AG Grgić 18                  | A.C. PAOK Papazoglou 9                    | 832 Zuschauer        | 500 Zuschauer             | 52 : 51  |
| CS Minaur Baia Mare Ratkovic 15      | Odesa Savaryn 15                          | 19.10.2023 17:00 Uhr | 21.10.2023 17:00 Uhr      | 91 : 53  |
| CS Minaur Baia Mare Ratkovic 15      | Odesa Savaryn 15                          | 52 : 26 (23 : 11)    | 39 : 27 (17 : 14)         | 91 : 53  |
| CS Minaur Baia Mare Ratkovic 15      | Odesa Savaryn 15                          | 1500 Zuschauer       | 1000 Zuschauer            | 91 : 53  |
| KH Besa Famgas Mushkolaj 16          | Beşiktaş Istanbul Radojkovic 14           | 15.10.2023 20:00 Uhr | 21.10.2023 16:00 Uhr      | 52 : 83  |
| KH Besa Famgas Mushkolaj 16          | Beşiktaş Istanbul Radojkovic 14           | 24 : 43 (10 : 23)    | 28 : 40 (11 : 16)         | 52 : 83  |
| KH Besa Famgas Mushkolaj 16          | Beşiktaş Istanbul Radojkovic 14           | 300 Zuschauer        | 250 Zuschauer             | 52 : 83  |
| MRK Sesvete Turcic 16                | Kur Kutau 8                               | 14.10.2023 19:00 Uhr | 21.10.2023 16:00 Uhr      | 64 : 39  |
| MRK Sesvete Turcic 16                | Kur Kutau 8                               | 30 : 15 (12 : 10)    | 34 : 24 (18 : 13)         | 64 : 39  |
| MRK Sesvete Turcic 16                | Kur Kutau 8                               | 600 Zuschauer        | 800 Zuschauer             | 64 : 39  |
| RK Leotar Stankovic 18               | ZRHK TENAX Dobele Veršakovs 16            | 14.10.2023 19:00 Uhr | 21.10.2023 15:00 Uhr      | 53 : 48  |
| RK Leotar Stankovic 18               | ZRHK TENAX Dobele Veršakovs 16            | 24 : 22 (14 : 9)     | 29 : 26 (13 : 11)         | 53 : 48  |
| RK Leotar Stankovic 18               | ZRHK TENAX Dobele Veršakovs 16            | 800 Zuschauer        | 600 Zuschauer             | 53 : 48  |
| Achilles Bocholt Spooren 13          | HC Dragūnas Klaipėda Draksas 14           | 14.10.2023 20:15 Uhr | 21.10.2023 13:00 Uhr      | 58 : 53  |
| Achilles Bocholt Spooren 13          | HC Dragūnas Klaipėda Draksas 14           | 32 : 27 (16 : 13)    | 26 : 26 (14 : 16)         | 58 : 53  |
| Achilles Bocholt Spooren 13          | HC Dragūnas Klaipėda Draksas 14           | 950 Zuschauer        | 300 Zuschauer             | 58 : 53  |
| Raimond Sassari Manojlovic 19        | Olympiacos SFP Savvas 15                  | 14.10.2023 18:30 Uhr | 18.10.2023 17:00 Uhr      | 53 : 69  |
| Raimond Sassari Manojlovic 19        | Olympiacos SFP Savvas 15                  | 24 : 31 (12 : 13)    | 29 : 38 (14 : 23)         | 53 : 69  |
| Raimond Sassari Manojlovic 19        | Olympiacos SFP Savvas 15                  | 300 Zuschauer        | 234 Zuschauer             | 53 : 69  |
| Handball Esch Barkow 15              | VIF Jojic 19                              | 14.10.2023 19:00 Uhr | 15.10.2023 19:00 Uhr      | 58 : 61  |
| Handball Esch Barkow 15              | VIF Jojic 19                              | 30 : 31 (15 : 17)    | 28 : 30 (12 : 16)         | 58 : 61  |
| Handball Esch Barkow 15              | VIF Jojic 19                              | 200 Zuschauer        | 250 Zuschauer             | 58 : 61  |
| Põlva Serviti Rooba, Varul 9         | Valur Reykjavík Óskarsson 11              | 14.10.2023 18:30 Uhr | 18.10.2023 17:00 Uhr      | 57 : 71  |
| Põlva Serviti Rooba, Varul 9         | Valur Reykjavík Óskarsson 11              | 29 : 32 (12 : 17)    | 28 : 39 (14 : 19)         | 57 : 71  |
| Põlva Serviti Rooba, Varul 9         | Valur Reykjavík Óskarsson 11              | 200 Zuschauer        | 150 Zuschauer             | 57 : 71  |
| ÍBV Vestmannaeyja Erlingsson 14      | HB Red Boys Differdange Audiffred 18      | 14.10.2023 16:30 Uhr | 15.10.2023 17:00 Uhr      | 69 : 64  |
| ÍBV Vestmannaeyja Erlingsson 14      | HB Red Boys Differdange Audiffred 18      | 34 : 30 (15 : 12)    | 35 : 34 (21 : 14)         | 69 : 64  |
| ÍBV Vestmannaeyja Erlingsson 14      | HB Red Boys Differdange Audiffred 18      | 350 Zuschauer        | 350 Zuschauer             | 69 : 64  |
| Spor Toto SK Ates 11                 | HC Buducnost Podgorica Beharovic, Selma 9 | 14.10.2023 15:00 Uhr | 15.10.2023 15:00 Uhr      | 54 : 41  |
| Spor Toto SK Ates 11                 | HC Buducnost Podgorica Beharovic, Selma 9 | 31 : 24 (15 : 13)    | 23 : 17 (10 : 7)          | 54 : 41  |
| Spor Toto SK Ates 11                 | HC Buducnost Podgorica Beharovic, Selma 9 | 270 Zuschauer        | 150 Zuschauer             | 54 : 41  |
| VHC Šviesa Vilnius Sinkevicius 13    | Bregenz Handball Burger 15                | 14.10.2023 17:00 Uhr | 15.10.2023 13:00 Uhr      | 53 : 59  |
| VHC Šviesa Vilnius Sinkevicius 13    | Bregenz Handball Burger 15                | 23 : 32 (12 : 19)    | 30 : 27 (19 : 13)         | 53 : 59  |
| VHC Šviesa Vilnius Sinkevicius 13    | Bregenz Handball Burger 15                | 850 Zuschauer        | 850 Zuschauer             | 53 : 59  |
| MRK Trogir Tokic, Vulic 10           | H71 Olafsson 11                           | 11.10.2023 19:30 Uhr | 13.10.2023 19:30 Uhr      | 58 : 44  |
| MRK Trogir Tokic, Vulic 10           | H71 Olafsson 11                           | 29 : 22 (14 : 10)    | 29 : 22 (14 : 9)          | 58 : 44  |
| MRK Trogir Tokic, Vulic 10           | H71 Olafsson 11                           | 1000 Zuschauer       | 1000 Zuschauer            | 58 : 44  |
| Sabbianco Anorthosis Famagusta -     | Metaloplastika Šabac -                    | 25.10.2023 00:00 Uhr | 25.10.2023 00:00 Uhr      | 0 : 20   |
| Sabbianco Anorthosis Famagusta -     | Metaloplastika Šabac -                    | 0 : 10 (0 : 0)       | 0 : 10 (0 : 0)            | 0 : 20   |
| Sabbianco Anorthosis Famagusta -     | Metaloplastika Šabac -                    | - Zuschauer          | - Zuschauer               | 0 : 20   |

## Runde 3
In Runde 3 spielen im November und Dezember 2023 die 32 Siegermannschaften aus Runde 2 im K.-o.-System mit Hin- und Rückspielen gegeneinander. Die 16 Sieger sind für die nächste Runde (Last 16) qualifiziert.

### Qualifizierte Teams
| - Bregenz Handball - HC Linz AG - UHK Krems - Achilles Bocholt - HC Vise BM - RK Leotar - RK Sloboda - RK Vogošća - MRK Sesvete - MRK Trogir - HCB Karviná - SKKP Handball Brno - VIF - BK-46 - Olympiacos SFP - FTC-Green Collect | - ÍBV Vestmannaeyja - UMF Afturelding - FH Hafnarfjörður - Valur Reykjavík - SSV Brixen - Runar Sandefjord Elite - CSA Steaua Bukarest - CS Minaur Baia Mare - MRK Krka - RK Dinamo Pančevo - Metaloplastika Šabac - BSV Bern - HT Tatran Prešov - Beşiktaş Istanbul - Spor Toto SK - HK Motor Saporischschja |

### Ausgeloste Spiele und Ergebnisse
| Mannschaft 1                                   | Mannschaft 2                      | Hinspiel             | Rückspiel            | Gesamt  |
| ---------------------------------------------- | --------------------------------- | -------------------- | -------------------- | ------- |
| UHK Krems Simek 14                             | ÍBV Vestmannaeyja Rúnarsson 14    | 25.11.2023 19:00 Uhr | 2.12.2023 15:30 Uhr  | 62 : 60 |
| UHK Krems Simek 14                             | ÍBV Vestmannaeyja Rúnarsson 14    | 30 : 28 (10 : 13)    | 32 : 32 (19 : 13)    | 62 : 60 |
| UHK Krems Simek 14                             | ÍBV Vestmannaeyja Rúnarsson 14    | 824 Zuschauer        | 350 Zuschauer        | 62 : 60 |
| Metaloplastika Šabac Brajovic 12               | BK-46 Rönnberg 17                 | 25.11.2023 18:30 Uhr | 3.12.2023 15:00 Uhr  | 61 : 59 |
| Metaloplastika Šabac Brajovic 12               | BK-46 Rönnberg 17                 | 31 : 29 (14 : 13)    | 30 : 30 (14 : 14)    | 61 : 59 |
| Metaloplastika Šabac Brajovic 12               | BK-46 Rönnberg 17                 | 950 Zuschauer        | 749 Zuschauer        | 61 : 59 |
| Bregenz Handball Wagner 16                     | Runar Sandefjord Elite Rambo 19   | 25.11.2023 19:00 Uhr | 3.12.2023 18:00 Uhr  | 61 : 58 |
| Bregenz Handball Wagner 16                     | Runar Sandefjord Elite Rambo 19   | 33 : 29 (18 : 15)    | 28 : 29 (14 : 19)    | 61 : 58 |
| Bregenz Handball Wagner 16                     | Runar Sandefjord Elite Rambo 19   | 1400 Zuschauer       | 360 Zuschauer        | 61 : 58 |
| HC Vise BM Vancosen 12                         | MRK Krka Nikolic 11               | 26.11.2023 16:00 Uhr | 3.12.2023 17:00 Uhr  | 58 : 68 |
| HC Vise BM Vancosen 12                         | MRK Krka Nikolic 11               | 27 : 31 (11 : 11)    | 31 : 37 (15 : 23)    | 58 : 68 |
| HC Vise BM Vancosen 12                         | MRK Krka Nikolic 11               | 400 Zuschauer        | 500 Zuschauer        | 58 : 68 |
| RK Sloboda Gabrieri 15                         | Spor Toto SK Sarak 11             | 25.11.2023 20:00 Uhr | 3.12.2023 14:00 Uhr  | 61 : 53 |
| RK Sloboda Gabrieri 15                         | Spor Toto SK Sarak 11             | 34 : 25 (15 : 17)    | 27 : 28 (12 : 17)    | 61 : 53 |
| RK Sloboda Gabrieri 15                         | Spor Toto SK Sarak 11             | 410 Zuschauer        | 500 Zuschauer        | 61 : 53 |
| UMF Afturelding Eyjólfsson 10                  | HT Tatran Prešov Urban 13         | 24.11.2023 18:00 Uhr | 26.12.2023 18:00 Uhr | 49 : 55 |
| UMF Afturelding Eyjólfsson 10                  | HT Tatran Prešov Urban 13         | 24 : 27 (10 : 12)    | 25 : 28 (14 : 13)    | 49 : 55 |
| UMF Afturelding Eyjólfsson 10                  | HT Tatran Prešov Urban 13         | 1850 Zuschauer       | 2040 Zuschauer       | 49 : 55 |
| RK Leotar Dimitrijevic, Ratkovic, Parežanin 10 | HCB Karviná Patzel 13             | 25.11.2023 19:00 Uhr | 2.12.2023 18:00 Uhr  | 48 : 56 |
| RK Leotar Dimitrijevic, Ratkovic, Parežanin 10 | HCB Karviná Patzel 13             | 27 : 28 (14 : 13)    | 21 : 28 (10 : 16)    | 48 : 56 |
| RK Leotar Dimitrijevic, Ratkovic, Parežanin 10 | HCB Karviná Patzel 13             | 1000 Zuschauer       | 1000 Zuschauer       | 48 : 56 |
| SSV Brixen Canete 19                           | VIF Jojic 27                      | 2.12.2023 18:00 Uhr  | 3.12.2023 18:00 Uhr  | 75 : 72 |
| SSV Brixen Canete 19                           | VIF Jojic 27                      | 37 : 35 (17 : 18)    | 38 : 37 (17 : 19)    | 75 : 72 |
| SSV Brixen Canete 19                           | VIF Jojic 27                      | 462 Zuschauer        | 455 Zuschauer        | 75 : 72 |
| CS Minaur Baia Mare Kotrč 13                   | RK Dinamo Pančevo Trabelsi 10     | 25.11.2023 17:00 Uhr | 2.12.2023 18:00 Uhr  | 58 : 52 |
| CS Minaur Baia Mare Kotrč 13                   | RK Dinamo Pančevo Trabelsi 10     | 33 : 23 (16 : 11)    | 25 : 29 (14 : 16)    | 58 : 52 |
| CS Minaur Baia Mare Kotrč 13                   | RK Dinamo Pančevo Trabelsi 10     | 1500 Zuschauer       | 150 Zuschauer        | 58 : 52 |
| HK Motor Saporischschja Tiutiunnyk 17          | Valur Reykjavík Óskarsson 14      | 25.11.2023 17:00 Uhr | 2.12.2023 19:00 Uhr  | 59 : 68 |
| HK Motor Saporischschja Tiutiunnyk 17          | Valur Reykjavík Óskarsson 14      | 31 : 35 (17 : 16)    | 28 : 33 (12 : 16)    | 59 : 68 |
| HK Motor Saporischschja Tiutiunnyk 17          | Valur Reykjavík Óskarsson 14      | 350 Zuschauer        | 417 Zuschauer        | 59 : 68 |
| BSV Bern Aellen 16                             | FTC-Green Collect Nagy 16         | 25.11.2023 17:00 Uhr | 3.12.2023 14:00 Uhr  | 57 : 62 |
| BSV Bern Aellen 16                             | FTC-Green Collect Nagy 16         | 33 : 29 (17 : 12)    | 24 : 33 (14 : 19)    | 57 : 62 |
| BSV Bern Aellen 16                             | FTC-Green Collect Nagy 16         | 666 Zuschauer        | 800 Zuschauer        | 57 : 62 |
| RK Vogošća Grujic 13                           | SKKP Handball Brno Zahradnícek 11 | 26.11.2023 17:00 Uhr | 2.12.2023 18:00 Uhr  | 57 : 52 |
| RK Vogošća Grujic 13                           | SKKP Handball Brno Zahradnícek 11 | 30 : 23 (13 : 13)    | 27 : 29 (13 : 17)    | 57 : 52 |
| RK Vogošća Grujic 13                           | SKKP Handball Brno Zahradnícek 11 | 700 Zuschauer        | 410 Zuschauer        | 57 : 52 |
| CSA Steaua Bukarest Milosevic 10               | HC Linz AG Paulnsteiner 11        | 25.11.2023 18:00 Uhr | 2.12.2023 19:00 Uhr  | 64 : 53 |
| CSA Steaua Bukarest Milosevic 10               | HC Linz AG Paulnsteiner 11        | 33 : 23 (19 : 5)     | 31 : 30 (17 : 12)    | 64 : 53 |
| CSA Steaua Bukarest Milosevic 10               | HC Linz AG Paulnsteiner 11        | 400 Zuschauer        | 400 Zuschauer        | 64 : 53 |
| MRK Trogir Radnic 14                           | Olympiacos SFP Sliskovic 14       | 25.11.2023 18:00 Uhr | 2.12.2023 18:00 Uhr  | 54 : 63 |
| MRK Trogir Radnic 14                           | Olympiacos SFP Sliskovic 14       | 26 : 27 (13 : 14)    | 28 : 36 (16 : 20)    | 54 : 63 |
| MRK Trogir Radnic 14                           | Olympiacos SFP Sliskovic 14       | 900 Zuschauer        | 350 Zuschauer        | 54 : 63 |
| MRK Sesvete Gavric 17                          | Beşiktaş Istanbul Hacioglu 13     | 25.11.2023 19:00 Uhr | 2.12.2023 15:00 Uhr  | 63 : 65 |
| MRK Sesvete Gavric 17                          | Beşiktaş Istanbul Hacioglu 13     | 34 : 27 (13 : 12)    | 29 : 38 (13 : 17)    | 63 : 65 |
| MRK Sesvete Gavric 17                          | Beşiktaş Istanbul Hacioglu 13     | 950 Zuschauer        | 550 Zuschauer        | 63 : 65 |
| FH Hafnarfjörður Aðalsteinsson 14              | Achilles Bocholt Claessens 11     | 25.11.2023 17:00 Uhr | 2.12.2023 20:15 Uhr  | 68 : 62 |
| FH Hafnarfjörður Aðalsteinsson 14              | Achilles Bocholt Claessens 11     | 35 : 26 (17 : 12)    | 33 : 36 (18 : 17)    | 68 : 62 |
| FH Hafnarfjörður Aðalsteinsson 14              | Achilles Bocholt Claessens 11     | 540 Zuschauer        | 1000 Zuschauer       | 68 : 62 |

## Last 16
In der Runde Last 16 spielen im Februar 2024 die 16 Siegermannschaften aus Runde 3 im K.-o.-System mit Hin- und Rückspielen gegeneinander. Die acht Sieger sind für das Viertelfinale qualifiziert.

### Qualifizierte Teams
| - Bregenz Handball - UHK Krems - RK Sloboda - RK Vogošća - HCB Karviná - Olympiacos SFP - FTC-Green Collect - FH Hafnarfjörður | - Valur Reykjavík - SSV Brixen - CSA Steaua Bukarest - CS Minaur Baia Mare - MRK Krka - Metaloplastika Šabac - HT Tatran Prešov - Beşiktaş Istanbul |

### Ausgeloste Spiele und Ergebnisse
| Mannschaft 1                             | Mannschaft 2                       | Hinspiel             | Rückspiel            | Gesamt  |
| ---------------------------------------- | ---------------------------------- | -------------------- | -------------------- | ------- |
| SSV Brixen De Oliveira Candido 10        | Olympiacos SFP Sliskovic, Tziras 9 | 17.02.2024 17:00 Uhr | 18.02.2024 19:30 Uhr | 48 : 66 |
| SSV Brixen De Oliveira Candido 10        | Olympiacos SFP Sliskovic, Tziras 9 | 23 : 29 (9 : 15)     | 25 : 37 (11 : 18)    | 48 : 66 |
| SSV Brixen De Oliveira Candido 10        | Olympiacos SFP Sliskovic, Tziras 9 | 350 Zuschauer        | 80 Zuschauer         | 48 : 66 |
| CSA Steaua Bukarest Milosevic 9          | HCB Karviná Solak 23               | 10.02.2024 19:00 Uhr | 17.02.2024 18:00 Uhr | 57 : 56 |
| CSA Steaua Bukarest Milosevic 9          | HCB Karviná Solak 23               | 28 : 27 (14 : 14)    | 29 : 29 (16 : 14)    | 57 : 56 |
| CSA Steaua Bukarest Milosevic 9          | HCB Karviná Solak 23               | 400 Zuschauer        | 1210 Zuschauer       | 57 : 56 |
| FH Hafnarfjörður Friðriksson 10          | HT Tatran Prešov Davidovic 17      | 16.02.2024 18:00 Uhr | 17.02.2024 20:00 Uhr | 58 : 61 |
| FH Hafnarfjörður Friðriksson 10          | HT Tatran Prešov Davidovic 17      | 35 : 30 (15 : 12)    | 23 : 31 (13 : 15)    | 58 : 61 |
| FH Hafnarfjörður Friðriksson 10          | HT Tatran Prešov Davidovic 17      | 2512 Zuschauer       | 3050 Zuschauer       | 58 : 61 |
| UHK Krems Rozman 13                      | Bregenz Handball Schröder 13       | 10.02.2024 18:30 Uhr | 17.02.2024 19:30 Uhr | 56 : 59 |
| UHK Krems Rozman 13                      | Bregenz Handball Schröder 13       | 26 : 26 (12 : 12)    | 30 : 33 (17 : 18)    | 56 : 59 |
| UHK Krems Rozman 13                      | Bregenz Handball Schröder 13       | 1420 Zuschauer       | 1600 Zuschauer       | 56 : 59 |
| Valur Reykjavík Óskarsson, Þordarsson 13 | Metaloplastika Šabac Brajovic 15   | 11.02.2024 18:00 Uhr | 17.02.2024 18:30 Uhr | 57 : 54 |
| Valur Reykjavík Óskarsson, Þordarsson 13 | Metaloplastika Šabac Brajovic 15   | 27 : 26 (11 : 11)    | 30 : 28 (12 : 16)    | 57 : 54 |
| Valur Reykjavík Óskarsson, Þordarsson 13 | Metaloplastika Šabac Brajovic 15   | 467 Zuschauer        | 1500 Zuschauer       | 57 : 54 |
| RK Sloboda Milkunic, Kurteš 6            | MRK Krka Majstorovic 12            | 11.02.2024 18:00 Uhr | 18.02.2024 17:00 Uhr | 41 : 48 |
| RK Sloboda Milkunic, Kurteš 6            | MRK Krka Majstorovic 12            | 15 : 19 (6 : 9)      | 26 : 29 (11 : 14)    | 41 : 48 |
| RK Sloboda Milkunic, Kurteš 6            | MRK Krka Majstorovic 12            | 1250 Zuschauer       | 800 Zuschauer        | 41 : 48 |
| Beşiktaş Istanbul Arsenic 14             | FTC-Green Collect Bognár 17        | 10.02.2024 16:00 Uhr | 17.02.2024 14:00 Uhr | 68 : 73 |
| Beşiktaş Istanbul Arsenic 14             | FTC-Green Collect Bognár 17        | 32 : 34 (17 : 19)    | 36 : 39 (16 : 18)    | 68 : 73 |
| Beşiktaş Istanbul Arsenic 14             | FTC-Green Collect Bognár 17        | 740 Zuschauer        | 600 Zuschauer        | 68 : 73 |
| CS Minaur Baia Mare Kotrč 12             | RK Vogošća Semic 12                | 11.02.2024 18:00 Uhr | 18.02.2024 17:00 Uhr | 70 : 51 |
| CS Minaur Baia Mare Kotrč 12             | RK Vogošća Semic 12                | 36 : 26 (18 : 11)    | 34 : 25 (15 : 10)    | 70 : 51 |
| CS Minaur Baia Mare Kotrč 12             | RK Vogošća Semic 12                | 2000 Zuschauer       | 500 Zuschauer        | 70 : 51 |

## Viertelfinale
Im Viertelfinale spielen im März 2024 die acht Siegermannschaften aus der Runde Last 16 im K.-o.-System mit Hin- und Rückspielen gegeneinander. Die vier Sieger sind für das Halbfinale qualifiziert.

### Qualifizierte Teams
| - Bregenz Handball - Olympiacos SFP - FTC-Green Collect - Valur Reykjavík | - CSA Steaua Bukarest - CS Minaur Baia Mare - MRK Krka - HT Tatran Prešov |

### Ausgeloste Spiele und Ergebnisse
| Mannschaft 1                   | Mannschaft 2                                       | Hinspiel             | Rückspiel            | Gesamt  |
| ------------------------------ | -------------------------------------------------- | -------------------- | -------------------- | ------- |
| CS Minaur Baia Mare Vujovic 16 | Bregenz Handball Mahr 19                           | 23.03.2024 17:00 Uhr | 30.03.2024 18:00 Uhr | 65 : 61 |
| CS Minaur Baia Mare Vujovic 16 | Bregenz Handball Mahr 19                           | 37 : 31 (17 : 14)    | 28 : 30 (16 : 18)    | 65 : 61 |
| CS Minaur Baia Mare Vujovic 16 | Bregenz Handball Mahr 19                           | 2218 Zuschauer       | 1500 Zuschauer       | 65 : 61 |
| Olympiacos SFP Savvas 12       | MRK Krka Majstorovic 14                            | 23.03.2024 20:30 Uhr | 30.03.2024 17:00 Uhr | 56 : 45 |
| Olympiacos SFP Savvas 12       | MRK Krka Majstorovic 14                            | 31 : 26 (16 : 13)    | 25 : 19 (10 : 10)    | 56 : 45 |
| Olympiacos SFP Savvas 12       | MRK Krka Majstorovic 14                            | 550 Zuschauer        | 400 Zuschauer        | 56 : 45 |
| FTC-Green Collect Imre 14      | HT Tatran Prešov Davidovic, Hernandez Caballero 11 | 23.03.2024 20:00 Uhr | 30.03.2024 18:00 Uhr | 63 : 57 |
| FTC-Green Collect Imre 14      | HT Tatran Prešov Davidovic, Hernandez Caballero 11 | 32 : 29 (17 : 15)    | 31 : 28 (11 : 13)    | 63 : 57 |
| FTC-Green Collect Imre 14      | HT Tatran Prešov Davidovic, Hernandez Caballero 11 | 800 Zuschauer        | 4000 Zuschauer       | 63 : 57 |
| CSA Steaua Bukarest Sandru 11  | Valur Reykjavík Magnússon 13                       | 24.03.2024 19:00 Uhr | 30.03.2024 18:00 Uhr | 65 : 72 |
| CSA Steaua Bukarest Sandru 11  | Valur Reykjavík Magnússon 13                       | 35 : 36 (14 : 18)    | 30 : 36 (12 : 21)    | 65 : 72 |
| CSA Steaua Bukarest Sandru 11  | Valur Reykjavík Magnússon 13                       | 325 Zuschauer        | 657 Zuschauer        | 65 : 72 |

## Halbfinale
Im Halbfinale spielen im April 2024 die vier Siegermannschaften aus dem Viertelfinale im K.-o.-System mit Hin- und Rückspielen gegeneinander. Die beiden Sieger sind für das Finale qualifiziert.

### Qualifizierte Teams
| - Olympiacos SFP - FTC-Green Collect | - Valur Reykjavík - CS Minaur Baia Mare |

### Ausgeloste Spiele und Ergebnisse
| Mannschaft 1                           | Mannschaft 2                | Hinspiel             | Rückspiel            | Gesamt  |
| -------------------------------------- | --------------------------- | -------------------- | -------------------- | ------- |
| FTC-Green Collect Nagy 12              | Olympiacos SFP Savvas 18    | 20.04.2024 14:00 Uhr | 27.04.2024 15:30 Uhr | 60 : 67 |
| FTC-Green Collect Nagy 12              | Olympiacos SFP Savvas 18    | 28 : 28 (13 : 11)    | 32 : 39 (18 : 21)    | 60 : 67 |
| FTC-Green Collect Nagy 12              | Olympiacos SFP Savvas 18    | 857 Zuschauer        | 1100 Zuschauer       | 60 : 67 |
| Valur Reykjavík Óskarsson, Finnsson 10 | CS Minaur Baia Mare Botea 8 | 21.04.2024 19:30 Uhr | 28.04.2024 18:00 Uhr | 66 : 52 |
| Valur Reykjavík Óskarsson, Finnsson 10 | CS Minaur Baia Mare Botea 8 | 36 : 28 (18 : 14)    | 30 : 24 (17 : 8)     | 66 : 52 |
| Valur Reykjavík Óskarsson, Finnsson 10 | CS Minaur Baia Mare Botea 8 | 1239 Zuschauer       | 2200 Zuschauer       | 66 : 52 |

## Finale
Das Finale wurde im Mai 2024 zwischen den beiden Siegern des Halbfinales in Hin- und Rückspiel ausgetragen. Der isländische Verein Valur wurde als Gastgeber des ersten Spiels ausgelost.
| 18.05.2024 17:00 Uhr | Valur Reykjavík           | 30:26            | Olympiakos SFP         | Reykjavík Zuschauer: 1750 Schiedsrichter: Jakub Jerlecki & Maciej Labun |
| 18.05.2024 17:00 Uhr | meiste Tore: 10 Óskarsson | (14:14)          | meiste Tore: 10 Savvas | Reykjavík Zuschauer: 1750 Schiedsrichter: Jakub Jerlecki & Maciej Labun |
| 18.05.2024 17:00 Uhr | Strafen: 0× 2×            | eurohandball.com | Strafen: 4×            | Reykjavík Zuschauer: 1750 Schiedsrichter: Jakub Jerlecki & Maciej Labun |

| 25.05.2024 20:00 Uhr | Olympiakos SFP         | 35:32            | Valur Reykjavík           | Piräus Zuschauer: 7500 Schiedsrichter: Marko Sekulic & Vladimir Jovandic |
| 25.05.2024 20:00 Uhr | meiste Tore: 10 Savvas | (16:11)          | meiste Tore: 8 Gústafsson | Piräus Zuschauer: 7500 Schiedsrichter: Marko Sekulic & Vladimir Jovandic |
| 25.05.2024 20:00 Uhr | Strafen: 1× 3×         | eurohandball.com | Strafen: 1× 5×            | Piräus Zuschauer: 7500 Schiedsrichter: Marko Sekulic & Vladimir Jovandic |